# Royal Sydney Yacht Squadron
Le Royal Sydney Yacht Squadron est un club nautique  situé  à  Kirribilli, New South Wales (en) (Sydney) en Nouvelle-Galles du Sud. Il y a été fondé en 1862 . Depuis 1902 il se trouve proche de Kirribilli House, résidence officielle du Premier ministre d'Australie à Sydney.

## Histoire
Il a été fondé sous le nom de The Australian Yacht Club à l'initiative de 19 yachtsmen le 8 juillet 1862. Une demande a été faite pour porter le Blason royal avec le patronage du Prince de Galles, le futur roi Édouard VII.
Le 27 juin 1863, le Commodore du Yacht Club, William Walker, a reçu une lettre du Colonial Secretary's Office lui notifiant que le Prince de Galles désirait devenir le Commodore du Royal Sydney Yacht Squadron. Cette lettre donnait aussi l'autorisation des Lords de l'Amirauté d'utiliser le Blue Ensign.
Le Commodore actuel est SAR le Prince Philip, duc d'Édimbourg.
Ce n'est qu'en 1902 que le Yacht Club a été en mesure de louer une propriété à Wudyong Point, sur la côte orientale de Kirribilli, avec une maison en pierre, un ponton et un slipway. Le site a été officiellement occupé à partir du 24 janvier 1903. Les maxillaires de baleine, formant une arche sur la pelouse, provenaient à l'origine de la station baleinière de Twofold Bay.
Le Royal Sydney Yacht Squadron est l'un des principaux membres du Conseil International des Yacht Clubs (ICOYC :International Council of Yacht Clubs).

## Activités
Le Royal Sydney Yacht Squadron est un club nautique privé. Les terrains, les installations et les services ne sont accessibles qu'aux membres et à leurs invités. Il n'est pas ouvert au grand public.
Son principal objectif est de promouvoir la navigation à voile comme un sport.
En 1960, un programme pour la jeunesse a été mis en place pour promouvoir la voile avec l'utilisation de dériveurs légers, comme les classes de Laser 4.7, Laser Radial et Standard, ainsi que l'Optimist.

## Coupe de l'America
- 1962 à Newport : le monocoque challenger Gretel (KA-1) a été battu par l'américain Weatherly (US-17)
- 1967 à Newport : le monocoque Dame Pattie (KA-2) a été battu par l'américain Intrepid (US-22)
- 1970 à Newport : le monocoque Gretel II (KA-3) a été battu par l'américain Intrepid (US-22).